# Сакава (лёгкий крейсер)
Сакава (яп. 酒匂 Sakawa) — один из четырёх лёгких крейсеров типа «Агано» Императорского флота Японии времён Второй мировой войны. Назван в честь реки в префектуре Канагава, Япония. Получил известность в связи с использованием при ядерных испытаниях у атолла Бикини.

## Описание проекта
Сакава был четвёртым и последним в серии лёгких крейсеров типа Агано, и, как другие корабли своего типа, был предназначен стать флагманом соединения эскадренных миноносцев.

## Служба во флоте

### Императорский флот Японии
Построенный на верфи Сасэбо, Сакава вошёл в строй Императорского флота Японии 30 ноября 1944 и был приписан к Объединённому флоту в Йокосуке. 15 января 1945 года Сакава стал флагманом 11-й эскадры эсминцев, провёл учения с новыми эсминцами в Внутреннем Японском море и принял участие в серии тестов нового антирадарного противолодочного покрытия.
1 апреля 1945 года Сакава был направлен во 2-й флот для участия в самоубийственной «Операции Тэн-Го» с целью атаковать американские силы вторжения на Окинаву. Сакава первоначально должен был обеспечивать прикрытие линкора Ямато вместе с однотипным Яхаги, но из-за нехватки топлива Сакава остался вместе со своей эскадрой эсминцев. После потери Ямато Сакава был отправлен обратно в Объединённый флот.
На момент капитуляции Японии 2 сентября 1945 года Сакава находился в Майдзуру, так и не приняв участия в боевых действиях.
5 октября 1945 года, после окончания войны, Сакава был официально исключён из списков флота.

### Флот США
Сакава был передан США в качестве военного приза после завершения Второй мировой войны, и применялся для эвакуации 1339 солдат японской армии с четырёх небольших островов в южной части архипелага Палау в октябре 1945 года. Крейсер продолжил службу в качестве транспорта до конца февраля 1946 года.
25 февраля 1946 года Сакава вошёл в состав ВМС США, которые хотели использовать его (вместе с другими уцелевшими кораблями бывшего Императорского флота) для экспериментов у атолла Бикини. Спасательная команда обнаружила, что на корабле полно крыс, а большая часть систем корабля не функционирует. 18 марта 1946 года Сакава был переведён из Йокосуки к Эниветоку американским экипажем (165 матросов и офицеров) совместно с линкором Нагато, также управляемым американским экипажем. Через десять дней, в 300 милях (560 км) от Эниветока, Нагато вышел из строя. Его паровой котёл начал принимать воду, начался крен на правый борт. Сакава попытался взять линкор на буксир, но на нём было недостаточно топлива. Танкер Никаджэк Трэйл был отправлен доставить горючее кораблям, однако в условиях плохой погоды сел на риф и был потерян. Сакава с Нагато на буксире добрались до Эниветока 1 апреля 1946 года.
У Эниветока пятеро американских матросов, недовольные тяжёлыми условиями службы на корабле, решили устроить саботаж. Тяжесть несения службы возникла из-за того, что вместо положенных по японским штатам 730 человек команды флот США выделил только 165, которым прилось выполнять работу 325. Пять матросов устроили саботаж, уничтожив линию высокого давления к верхним клапанам в топливной системе и насыпали песок в топливо и водяные насосы. Они разбили измерительные приборы, тахометры и перерезали шланги высокого давления, пытаясь облегчить несение вахт на борту грязного военного корабля. Вместо того, чтобы облегчить свою службу, для этих пяти моряков нагрузка была увеличена. В мае, после срочного ремонта, Сакава пришёл к атоллу Бикини.
Во время операции «Перекрёстки» 1 июля 1946 года Сакава и Нагато стали первыми кораблями, предназначенными для испытания воздушного взрыва атомной бомбы «Эйбл», вместе с американскими линкорами Арканзас, Нью-Йорк, Невада и Пенсильвания. Сакава находился с левой стороны от Невады в момент сброса бомбы. Бомба взорвалась на высоте 450 м правее кормы Сакавы. Взрыв вызвал на крейсере пожар, который длился 24 часа; силой взрыва была разрушена надстройка, повреждён корпус и проломлена корма. По завершении испытания американский буксир Ачомави попытался отвести Сакаву к берегу, чтобы избежать затопления, однако безуспешно. Сакава начал тонуть сразу после начала буксировки, при этом чуть было не утянув буксир на дно, поскольку оба корабля были соединены прочным буксирным тросом. Матросам буксира пришлось экстренно разрезать трос ацетиленовой горелкой. Сакава затонул 2 июля 1946 года.
Второе испытание Бэйкер было подводным и произошло в 150 метрах от места затопления Сакавы.

## Командиры
- 25.9.1944 — 5.10.1945 капитан 1 ранга (тайса) Тосимити Охара (яп. 大原利通).